# Yoshiko Yano
Yoshiko Yano (jap. 矢野美子 Yano Yoshiko; ur. 1 sierpnia 1985 w Miyazaki, w Japonii) – japońska siatkarka grająca na pozycji środkowej. Obecnie występuje w drużynie Denso Airybees.

## Kariera
- Denso Airybees (od 2004)